# 佳·烈治
蓋·史都華·瑞奇（英語：Guy Stuart Ritchie，1968年9月10日—）是一名英格蘭男導演、編劇、製片人和商人。以英式黑幫風格電影及福爾摩斯系列電影《福爾摩斯》和《福爾摩斯2：詭影遊戲》聞名。

## 早期生活
烈治於1968年在英格蘭赫特福德郡哈特菲爾德出生，父親叫約翰·維維安·里奇（John Vivian Ritchie），母親叫安伯·帕金森（Amber Parkinson），是家中次子。就學時期，因患有失讀症，而被送往Stanbridge Earls School，但在15歲時被開除。

## 個人生活
烈治於1999年透過史汀認識麥當娜，翌年烈治開始與麥當娜約會，而兩人的兒子Rocco亦於2000年8月11日誕生。烈治隨後與麥當娜在蘇格蘭結婚，兩人於2008年離婚。他於2015年和英國模特兒潔奇·愛因斯萊結婚，兩人育有三名子女。

## 作品列表
| 年份 | 電影                   | 電影                                  | 職務 | 職務 | 職務 | 備註        |
| 年份 | 譯名                   | 原名                                  | 導演 | 編劇 | 監製 | 備註        |
| ---- | ---------------------- | ------------------------------------- | ---- | ---- | ---- | ----------- |
| 1995 | 《大案子》             | The Hard Case                         | 是   | 是   | 否   | 短片        |
| 1998 | 《兩根槍管》           | Lock, Stock and Two Smoking Barrels   | 是   | 是   | 否   | 長片處女作  |
| 2000 | 《偷拐抢骗》           | Snatch                                | 是   | 是   | 否   |             |
| 2001 | 《明星》               | Star                                  | 是   | 是   | 否   | BMW廣告短片 |
| 2002 | 《浩劫妙冤家》         | Swept Away                            | 是   | 是   | 否   |             |
| 2005 | 《玩命左輪》           | Revolver                              | 是   | 是   | 否   |             |
| 2008 | 《搖滾黑幫》           | RocknRolla                            | 是   | 是   | 是   |             |
| 2009 | 《大侦探福尔摩斯》     | Sherlock Holmes                       | 是   | 否   | 否   |             |
| 2011 | 《福爾摩斯：詭影遊戲》 | Sherlock Holmes: A Game of Shadows    | 是   | 否   | 否   |             |
| 2015 | 《紳士密令》           | The Man from U.N.C.L.E.               | 是   | 是   | 是   |             |
| 2017 | 《亞瑟：王者之劍》     | King Arthur: Legend of the Sword      | 是   | 是   | 是   |             |
| 2019 | 《阿拉丁》             | Aladdin                               | 是   | 是   | 否   |             |
| 2020 | 《紳士追殺令》         | The Gentlemen                         | 是   | 是   | 是   |             |
| 2021 | 《玩命鈔劫》           | Wrath of Man                          | 是   | 是   | 否   |             |
| 2023 | 《玩命特攻：武演行動》 | Operation Fortune: Ruse de guerre     | 是   | 是   | 否   |             |
| 2023 | 《絕地營救》           | Guy Ritchie's The Covenant            | 是   | 是   | 是   |             |
| 2024 | 《非紳士特攻隊》       | The Ministry Of Ungentlemanly Warfare | 是   | 是   | 是   |             |
| 2025 | 《尋秘不老泉》         | Fountain of Youth                     | 是   | 是   | 否   |             |
| 待定 | 《金諜行動》           | In the Grey                           | 是   | 是   | 是   |             |

## 外部連結
- 佳·烈治在互联网电影资料库（IMDb）上的資料（英文）
- 佳·烈治的X（前Twitter）